# 안토니오 후안테기
안토니오 후안테기 에구렌(스페인어: Antonio Juantegui Eguren; 1898년 4월 4일, 바스크 주 수마라가 ~ 1966년 5월 13일, 카탈루냐 주 바르셀로나)은 스페인의 전 축구 선수이다.

## 클럽 경력
주로 내우측 공격수로 활약했다. 그는 현역 시절에 두 구단에서 활약했는데, 한 곳은 산 세바스티안의 레알 소시에다드로 1922년에서 1926년까지 47번의 경기에 출전해 20골을 기록했고, 그 후로는 바르셀로나의 에스파뇰에서 활동했다.
산 세바스티안 연고 구단 시절에는 두 차례 지역 리그 우승을 거두었다. 또한 그는 마리아노 아라테, 실베리오 이사기레, 후안 아르톨라, 에두아르도 아르비데, 혹은 아구스틴 에이사기레 등의 선수들과 함께했다.

## 국가대표팀 경력
그는 스페인 국가대표팀 경기에 1번 출전했다.
그의 처음이자 마지막 국가대표팀 경기는 1924년 12월 21일에 바르셀로나의 레스 코르츠에서 열린 오스트리아와의 경기로, 스페인은 이 경기에서 2-1로 이겼다.

## 수상
레알 소시에다드
- 기푸스코아 선수권 대회: 1923, 1925